# Lilltjärnen (Ovikens socken, Jämtland, 699341-142318)
Lilltjärnen är en sjö i Bergs kommun i Jämtland och ingår i Indalsälvens huvudavrinningsområde.